# Arbeitspartei (Taiwan)
Die Arbeitspartei oder Partei der Arbeit (工黨,  gōng dǎng, engl. Labor Party, LP) war eine kleine politische Partei in der Republik China (Taiwan), die zwischen 1987 und 2023 existierte.

## Parteigeschichte
Die Partei wurde im Zuge der schrittweisen Demokratisierung in Taiwan Ende der 1980er/Anfang der 1990er Jahre am 1. November 1987 in Taipeh gegründet. Parteigründer war Wang Yi-hsiung, ein 1986 gewählter ehemaliger Abgeordneter der Demokratischen Fortschrittspartei (DPP) des Legislativ-Yuans und Anwalt für Arbeitsrecht. Wang hoffte, eine Partei nach dem Vorbild europäischer Arbeiterparteien zu gründen, die die Unterstützung der Gewerkschaften und der Arbeiterschaft hätte. Die Interessen der etwa 3 bis 4 Millionen Industriearbeiter in Taiwan sah er weder bei der Kuomintang noch bei der im Vorjahr neu gegründeten DPP vertreten. Am 6. Dezember 1987 fand der erste Mitgliederkongress der Partei statt, auf dem das Parteiprogramm und die Parteisatzung beschlossen, die Leitungsgremien gewählt und die Parteiorganisation gegründet wurden.
Der erhoffte Zulauf an Anhängern aus der Arbeiterschaft blieb jedoch aus und die neue Partei wurde durch innere Streitigkeiten geschwächt. Im März 1989 spaltete sich der radikalere Flügel unter dem Namen Arbeiterpartei (勞動黨, engl. Workers‘ Party, WP) ab. Ein zentraler Streitpunkt war auch das Verhältnis zur Volksrepublik China. Die WP sprach sich sehr stark für die Vereinigung Taiwans mit dem Festland aus, die LP war diesbezüglich eher reserviert. Auch die WP konnte die Arbeiterschaft nicht in größerem Maße für sich mobilisieren. Bei den Wahlen zum Legislativ-Yuan 1989 nominierte die Arbeitspartei acht Kandidaten und die Arbeiterpartei zwei und beide Parteien erhielten zusammen 98.629 Stimmen (1,08 %), aber keiner ihrer Kandidaten wurde gewählt.
Die Arbeitspartei nahm noch an der Wahl zur Nationalversammlung 1991 und der Wahl zum Legislativ-Yuan 1992 teil, bei denen sie wiederum keine Mandate gewann. Danach verschwand die Partei politisch praktisch in der Bedeutungslosigkeit.
Im April 1991 besuchte der damalige LP-Vorsitzende Cheng Chao-ming als erster Vorsitzender einer taiwanischen Partei auf Einladung die Volksrepublik China.
Hinsichtlich der Gründe für den Misserfolg der Arbeitspartei bei der politischen Mobilisierung der Arbeitschaft wurde angeführt, dass die Partei zu stark auf theoretische ideologische Fragen und zu sehr auf europäische Arbeiterparteien als Modell fokussiert war. Den mehrheitlich relativ konservativen taiwanischen Arbeitern galt jedoch Europa nicht als Vorbild, sondern im Gegenteil vielfach eher als Beispiel einer im Abstieg begriffenen, nicht mehr wettbewerbsfähigen Industrieregion. Sie waren eher an konkreten Verbesserungen ihres Arbeitsalltags interessiert, um die sich die Arbeitspartei weniger kümmerte. Außerdem schaffte es die Arbeitspartei nicht, die Gewerkschaften in größerem Maße in ihre politische Arbeit einzubinden.
Im Jahr 2003 kam es erneut zu einer Spaltung der Partei bei der Wahl des Vorsitzenden. Der abgespaltene Flügel ließ sich 2003 unter dem Namen Taiwanische Arbeitspartei (台灣工黨,  Táiwān gōngdǎng) als politische Partei registrieren.
Am 3. Dezember 2019 wurden der LP-Vorsitzende Cheng Chao-ming und sein Sohn unter dem Vorwurf der Militärspionage für die Volksrepublik China angeklagt.
Per Verordnung des taiwanischen Innenministerium wurde die Partei am 9. August 2023 wegen fortdauernder Inaktivität aus dem Register politischer Parteien gestrichen.